# Космычева, Анастасия Ильинична
Анастасия Ильинична Космычева (8 сентября 2004 года, Георгиевск, Ставропольский край) — российская тхэквондистка, двукратная чемпионка России (2024, 2025), Мастер спорта России международного класса.

## Происхождение
Анастасия Космычева родилась в городе Георгиевск, что в Ставропольском крае. Она начала заниматься тхэквандо в 9 лет в местном клубе «Sportgrad» под руководством своего первого тренера Аветяна Григория Владимировича. В юношестве тренировалась в СШОР «Металлист» (г. Королёв, Московская область) под руководством Евгения Лима.

## Спортивная карьера

### Ранние годы в спорте
Первый успех на национальном уровне пришёл для нее в 2017 году, когда она выиграла бронзовую медаль первенства России до 14 лет, прошедший в г. Шахты, Ростовская область и стала членом сборной России. Годом позже она уже стала победительницей первенства страны в весе до 47 кг в составе Московской области. В финальном поединке она одолела Софью Соловьёву из Нижегородской области. В декабре 2018 года она пришла первой на первенстве Европы среди спортсменов до 14 лет в Испании. В финале она победила соперницу из Турции. В 2019 году она начала выступать среди юниоров до 17 лет и выиграла первенство России в Хабаровске. В июле 2021 года она стала победительницей первенства России до 17 лет в Ханты-Мансийске и отобралась на первенство Европы в Сараево (Босния и Герцеговина), где также успешно выступила, одолев в финале испанку Айнхоа Гарсию.

### Молодежный и взрослый уровень
В марте 2021 года она впервые успеешно выступила на первенстве России среди спортсменов до 21 года в весе до 67 кг. В ноябре 2024 года она стала чемпионкой России в весе до 73 кг, а также добыла золотую медаль в качестве нейтрального атлета на первенстве Европы до 21 года в Сараево. В апреле 2025 года во второй раз выиграла чемпионат страны, проходивший в дагестанском Каспийске.

## Спортивные достижения
Национальные и континуальные первенства и чемпионаты
- Первенство России до 14 лет 2017 — ;
- Первенство России до 14 лет 2018 — ;
- Первенство Европы до 14 лет 2018 — ;
- Первенство России до 17 лет 2019, 2021 — ;
- Первенство Европы до 17 лет 2021 — ;
- Первенство России до 21 лет 2021 — ;
- Первенство Европы среди молодежи 2024 — ;
- Чемпионат России 2024, 2025 — ;

Прочие турниры
- Президентский кубок Европы 2018 (Афины, Греция) — ;
- «Polish open» 2018 (Варшава, Польша) — ;
- «Turkish open» 2019 (Анталья, Турция) — ;
- Открытый кубок Европы 2021 (Таллин, Эстония) — ;
- «Bulgaria open» 2025 (София, Болгария) — ;

## Личная информация
Космычева является студенткой Московского государственного юридического университета им. О. Е. Кутафина, учится в институте частного права.